# Karczowice (Ciepłowody)

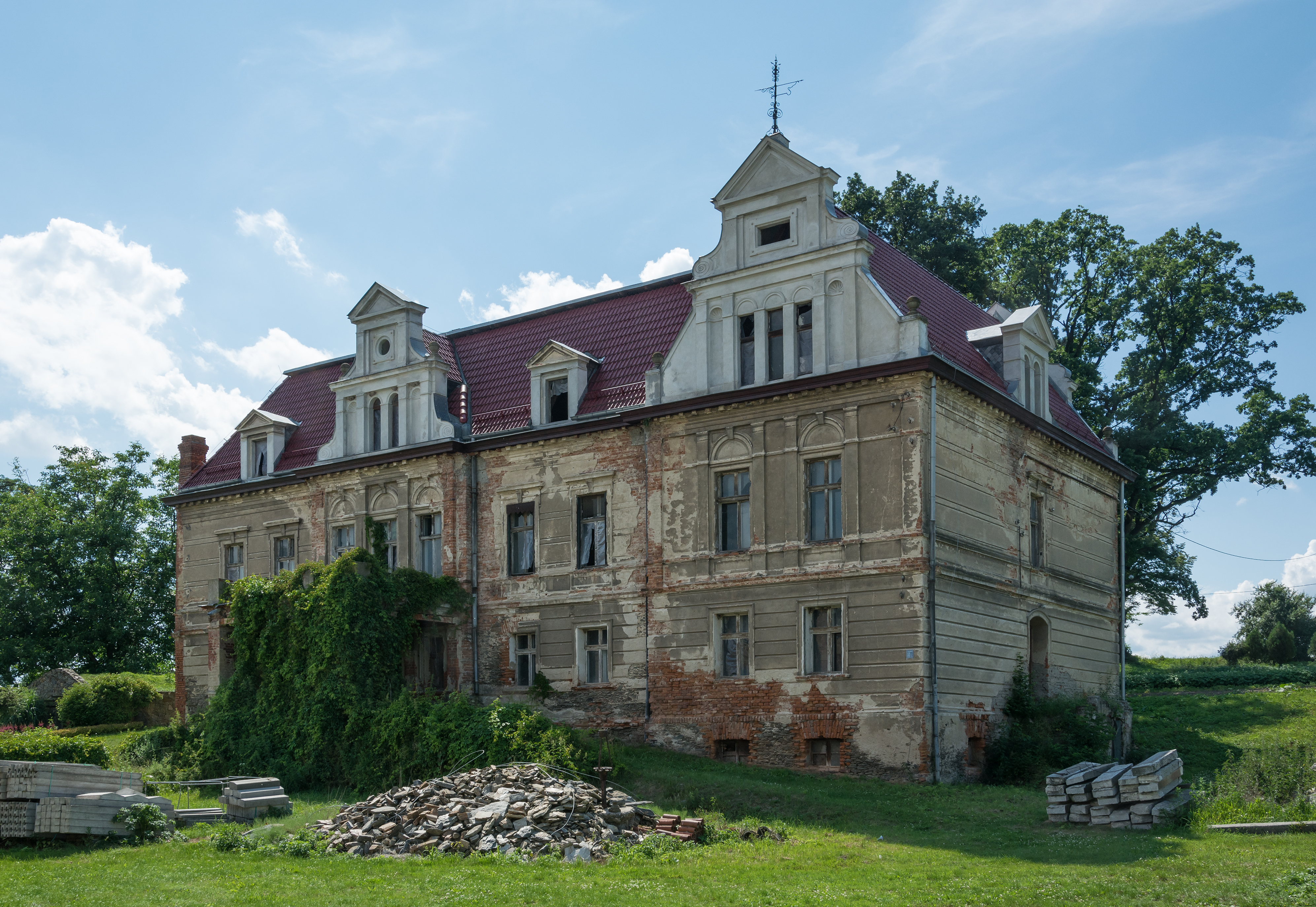
Schloss Tadelwitz

Karczowice (deutsch Tadelwitz, früher auch Tädtelwiz) ist ein Ort in der Landgemeinde Ciepłowody (Tepliwoda) im Powiat Ząbkowicki (Frankenstein) der Woiwodschaft Niederschlesien in Polen.

## Lage
Nachbarorte sind Koźmice (Kosemitz) im Westen, Tomice (Tomnitz) im Südwesten, Kobyla Głowa (Kobelau) im Südosten, Ciepłowody (Tepliwoda) im Nordosten und Podlesie (Kunsdorf) im Norden. 

## Geschichte
Der frühere Ortsname Tadelwitz lässt auf eine slawische Gründung schließen, die im Zuge der Ostkolonisation durch deutsche Siedler neu erschlossen wurde. Politisch gehörte Tadelwitz zum Herzogtum Münsterberg. Mit diesem zusammen gelangte es 1336 an die Krone Böhmen, nachdem der polnische König Kasimir III. der Große bereits 1335 mit dem Vertrag von Trentschin auf Schlesien verzichtet hatte. Grundherren waren: Heinz von Stosch, der das Dorf 1416 an Heinrich von Reibnitz verkaufte. 1477 besaßen es Heinz und George von Reichenbach auf Peterwitz, 1497 veräußerte Heinz von Reichenbach das Gut an seine Schwiegermutter, Margaretha, Witwe des Heinz von Stosche auf Herzogswalde. 1504 gehörte es wiederum Heinz von Reichenbach, welcher dem Heinrich Nimptsch einen Zins darauf überließ. 1583 verkauften es Hartwig, Kaspar, Heinrich und Karl von Seidlitz zu Tepliwoda an Balzer von Seidlitz auf Kammerswaldau.
1592 verkaufte es Balzer von Seidlitz an Heinrich von Grögersdorf auf Jordansmühl. 1630 erscheint als Grundherr, der spätere fürstlich Liegnitz-Brieger Rat sowie Landeshauptmann Joachim von Niemitz und Jungferndorf auf Diersdorf, Kolmitz und Tadelwitz aus der Familie von Niemitz. Weitere Besitzer waren: 1657 Matthias Flaschke, 1698 Hans Sigmund von Steinsdorf, dessen Sohn veräußerte es an die Herren von Tschirsky. 1785 war der Eigentümer ein Landrat von Pfeil, bis 1845 die Familie von Netz und 1889 der Rittergutsbesitzer Alfred Pilz.
Nach dem Ersten Schlesischen Krieg fiel Tadelwitz 1741/42 mit dem größten Teil Schlesiens an Preußen. Die alten Verwaltungsstrukturen wurden aufgelöst und Tadelwitz in den Landkreis Frankenstein eingegliedert, mit dem es bis zu seiner Auflösung 1945 verbunden blieb. 1785 sind in Tadelwitz belegt: ein Vorwerk, acht Gärtner, zwei Häusler, eine Wassermühle, eine Schmiede und 77 Einwohner. 1845 zählte Tadelwitz, im Besitz einer verwitweten von Netz, 24 Häuser, 152 Einwohner (drei katholisch und der Rest evangelisch), evangelische und katholische Kirche zu Nimptsch, eine Wassermühle, eine Bäckerei und ein Schmied. Ab 1874 gehörte die Landgemeinde (Preußen) Tadelwitz zum Amtsbezirk Tomnitz. Das Standesamt befand sich in Tomnitz.
Als Folge des Zweiten Weltkriegs fiel Tadelwitz mit fast ganz Schlesien 1945 an Polen. Nachfolgend wurde es durch die polnische Administration in Karczowice umbenannt. Die deutschen Einwohner wurden, soweit sie nicht schon vorher geflohen waren, vertrieben. Die neu angesiedelten Bewohner waren teilweise Zwangsumgesiedelte aus Ostpolen, das an die Sowjetunion gefallen war. Karczowice gehörte von 1975 bis 1998 zur Woiwodschaft Wałbrzych und seit der Gebietsreform 1998 zur heutigen Woiwodschaft Niederschlesien.

## Sehenswürdigkeiten
- Schloss Tadelwitz[9]
- Schlosspark